# Cromlech de Gors Fawr
Le cromlech de Gors Fawr est un cercle de pierres situé près de Mynachlog-ddu, au Pays de Galles.

## Situation
Il se trouve dans un pâturage situé à environ 1,5 km au sud-ouest de Mynachlog-ddu, dans le Pembrokeshire.

## Description

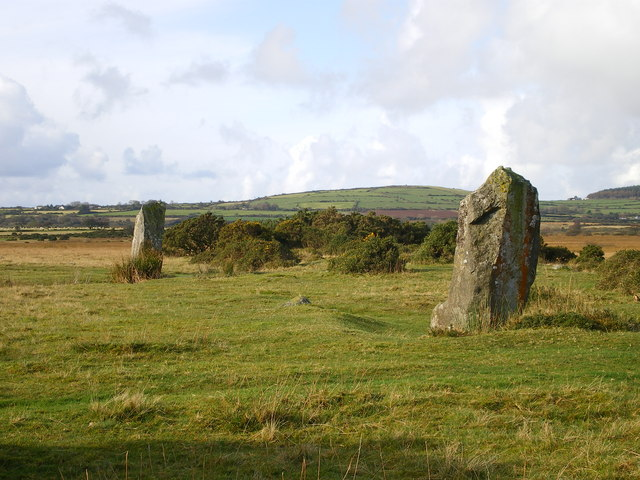
Les deux menhirs situés à proximité du cromlech.

Il s'agit d'un cercle d'environ 22 m de diamètre composé de seize pierres, d'une hauteur comprise entre 1 m et 1,50 m.
À 134 m au nord-est du cercle se dressent deux menhirs d'une hauteur de près de deux mètres ; ils sont distants de quatorze mètres.